# Tiberio Murgia
Tiberio Murgia (Oristano, 5 februari 1929 - Tolfa, 20 augustus 2010) was een Italiaans filmacteur. Hij was, tussen 1958 en 2010, in meer dan 100 films te zien.

## Filmografie (selectie)
- I soliti ignoti (1958)
- La grande guerra (1959)
- Audace colpo dei soliti ignoti (1960)
- L'onorata società (1961)
- Tre notti d'amore (1964)
- La ragazza con la pistola (1968)
- Il turno (1981)
- I soliti ignoti vent'anni dope  (1987)